# Pal Lekaj

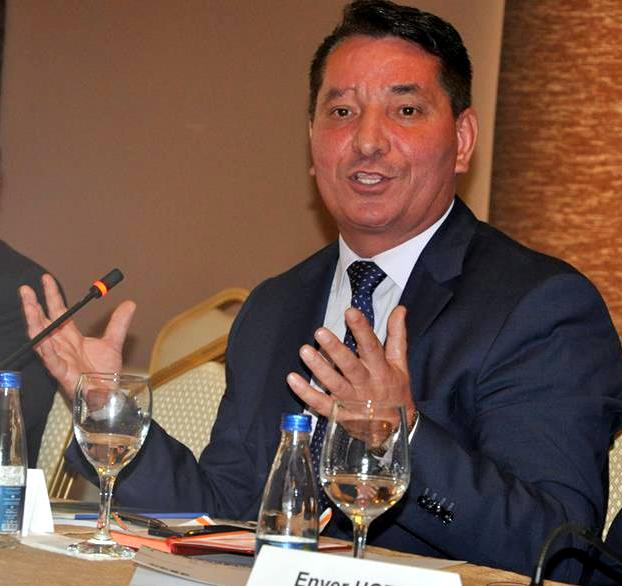
Pal Lekaj (2017)

Pal Lekaj (* 29. Juni 1962 in Đakovica, FVR Jugoslawien, heute Kosovo) ist ein kosovarischer Politiker der AAK und war von 2017 bis 2020 Minister für Infrastruktur.

## Werdegang
Pal Lekaj studierte an der Medizinischen Fakultät der Universität Prishtina Allgemeinmedizin und erlangte 1993 den Doktortitel. Vor dem Kosovokrieg war Lekaj für verschiedene Organisationen tätig und leistete medizinische Hilfe für Bedürftige. Während des Kosovokrieges 1998–1999 behandelte er zahlreiche verwundete Zivilisten sowie UÇK-Mitglieder.
Von 1999 bis 2000 arbeitete Lekaj als Direktor des Gesundheits- und Sozialamts der Gemeinde Gjakova, danach war er Arzt im Isa-Grezda-Krankenhaus in seiner Heimatstadt Gjakova. Noch im selben Jahr erhielt er an einer niederländischen Hochschule den Master in Gesundheitsmanagement.
Von 2001 bis 2006 war Lekaj Abgeordneter in der Gemeindeversammlung Gjakova, 2007 wirkte er als Führungskraft in den Organen der Gemeinde. Anschließend übte er von 2007 bis 2013 zwei Mandate als Bürgermeister der Gemeinde Gjakova aus.
2014 wurde Lekaj in das kosovarische Parlament gewählt und war bis 2017 Mitglied dreier Parlamentskommissionen. 2016 übernahm er den Fraktionsvorsitz der AAK im Parlament.
Nach der Parlamentswahl 2017 und dem damit verbundenen Regierungswechsel wurde Pal Lekaj im September zum Minister für Infrastruktur ernannt.

## Persönliches
Pal Lekaj ist verheiratet und hat zwei Kinder. Er lebt in Novosella. Neben Albanisch spricht er auch Serbokroatisch, Deutsch und Englisch.